# Billey Shamrock
Billey Shamrock Gleissner (født 31. januar 1964 i Solberga) er en svensk digter, oversætter, sangskriver, entertainer, musiker og troubadour.
Billey Shamrock startede sit første rockband i 1979, og fik samme år sine første digt publiceret. I 1982 kom hans første singel i eget navn: «Super swede/People». Hans seneste Lp «Vid Mästarens fötter», som ble laved hos multiinstrumentalisten Perry Stenbäck i Gadbjerg, Danmark ble udgivet i 2023. Han har arbejdet som kunstner på heltid siden 1990 og har deltaget i svensk TV1, TV2 og TV4, og i landsdækkende radiosendinger i Sverige, Norge, Finland og Danmark. 1993-1996 deltog han i musicalen Jesus Christ Superstar i Dagny Kronlunds set, og 1998 i musikalen Hair.
Billey Shamrock har også deltaget i flere julecabareer på Mosebacke Etablissement i Stockholm, samt cabaretten «Owe – Billey Shamrock kör Thörnqvist» 1992. Han har vist at ca. 40 forskellige musikkfestivaler rundt om i Norden. Sammen med kolleger har han gjort flere lange turer i Sverige, Norge, Finland og Estland.
I STIM's register før han 186 sange og/eller tekster. Billey Shamrock har modtaget et STIM-stipendium i 1993 og ble valgt i Yrkestrubadurernas förening, YTF i 1999 og ble dens næstformann i 2000 og ble valgt i SKAP, Sveriges Kompositörer av populärmusik, 2003. I 2005 ble han en stormester i svenske Jeopardy!.
Billey Shamrock har oversat materiale fra flere skandinaviske musikere, inkludert Finn Kalvik, Tom Jackie Haugen og Kalle Zwilgmeyer.